# Earlandioidea
Earlandioidea, tradicionalmente denominada Earlandiacea, es una superfamilia de foraminíferos del suborden Fusulinina y del orden Fusulinida. Su rango cronoestratigráfico abarca desde el Ludloviense (Silúrico superior) hasta el Pérmico superior.

## Discusión
Algunas clasificaciones más recientes incluyen Earlandioidea en el suborden Earlandiina, del orden Earlandiida, de la subclase Afusulinana y de la clase Fusulinata. Clasificaciones más recientes han elevado Pseudoammodiscidae a la categoría de superfamilia, es decir, superfamilia Pseudoammodiscoidea, y reasignado al suborden Archaediscina, del orden Archaediscida.

## Clasificación
Earlandioidea incluye a las siguientes familias:
- Familia Earlandiidae
- Familia Pseudoammodiscidae
- Familia Pseudolituotubidae

Otra familia considerada en Earlandioidea es:
- Familia Chitralinidae